# La Vierge à l'hirondelle
La Vierge à l'hirondelle (La Madonna della rondine en italien) est une œuvre de Carlo Crivelli commanditée en mars 1490 (et réalisée entre 1490 et 1492) par Ranuzio Ottoni et Giorgio di Giacomo, du couvent franciscain, pour  l'église San Francesco in Matelica.

## Composition
C'est une Vierge en majesté, entourée de saint Jérôme et de saint Sébastien nommée ensuite  Vierge à l'hirondelle pour l'oiseau perché, symbole de la Résurrection.
Les armoiries des Ottoni figurent sur le panneau central encadré, comme tout retable polyptyque de cette époque, d'éléments architecturaux (colonnes, chapiteaux, frises...) et des trompe-l'œil chiquetés de ses matériaux, comme le porphyre, le granite et le marbre.

## Caractéristiques
C'est un ensemble polyptyque peint sur  bois :
- Panneau central : Vierge avec l'Enfant entre saint Jérôme et saint Sébastien
- Signature : CAROLVS  CRIVELLVS  VENETVS  MILES  PINXIT
- Panneaux de la prédelle (de gauche à droite) :
  - Sainte Catherine d'Alexandrie (29 × 21 cm)
  - Saint Jérôme en pénitence (29 × 33 cm)
  - Nativité (29 × 37 cm)
  - Martyre de saint Sébastien (29 × 32,5 cm)
  - Saint Georges et le Dragon (29 × 21 cm)

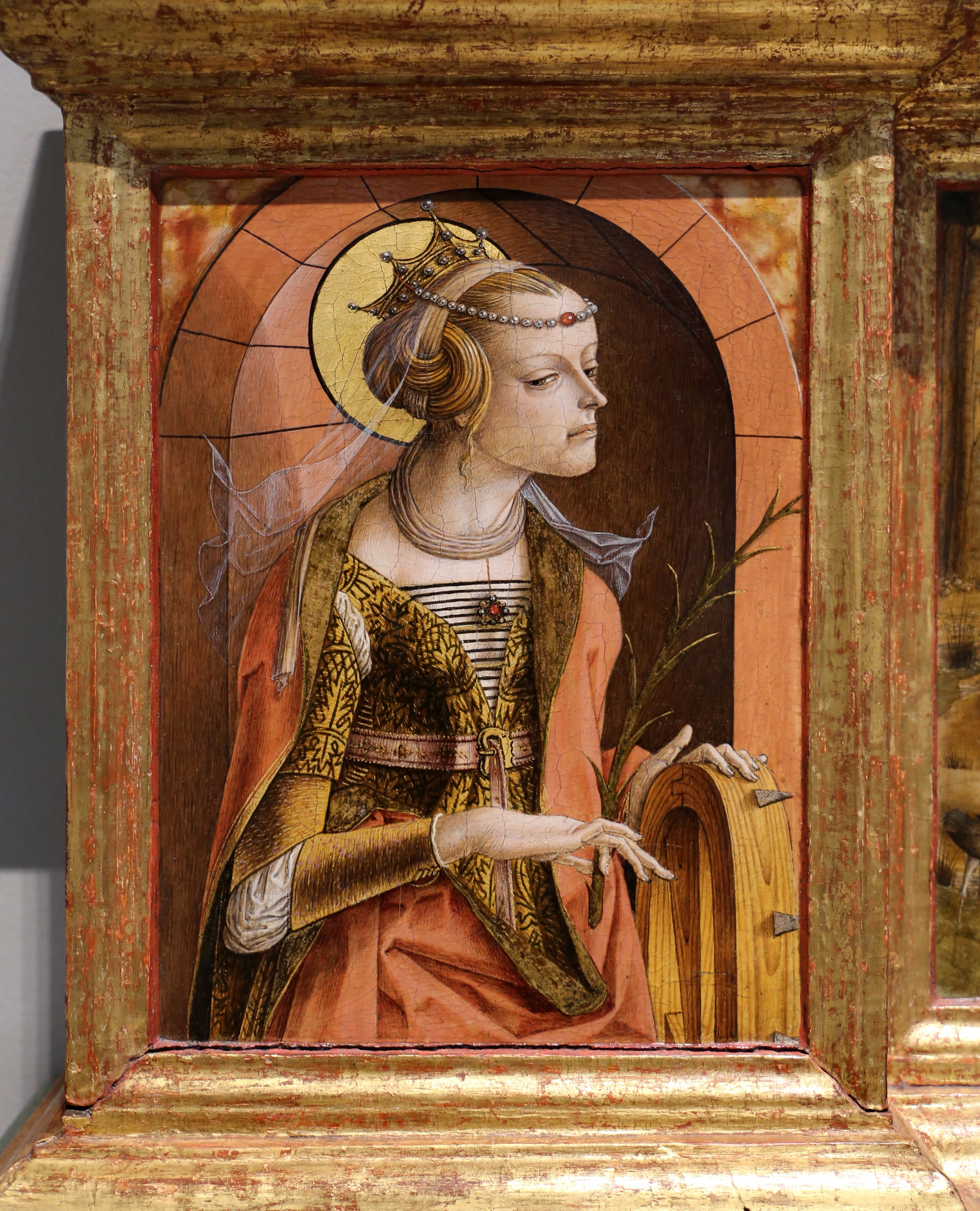
Catherine d'Alexandrie.
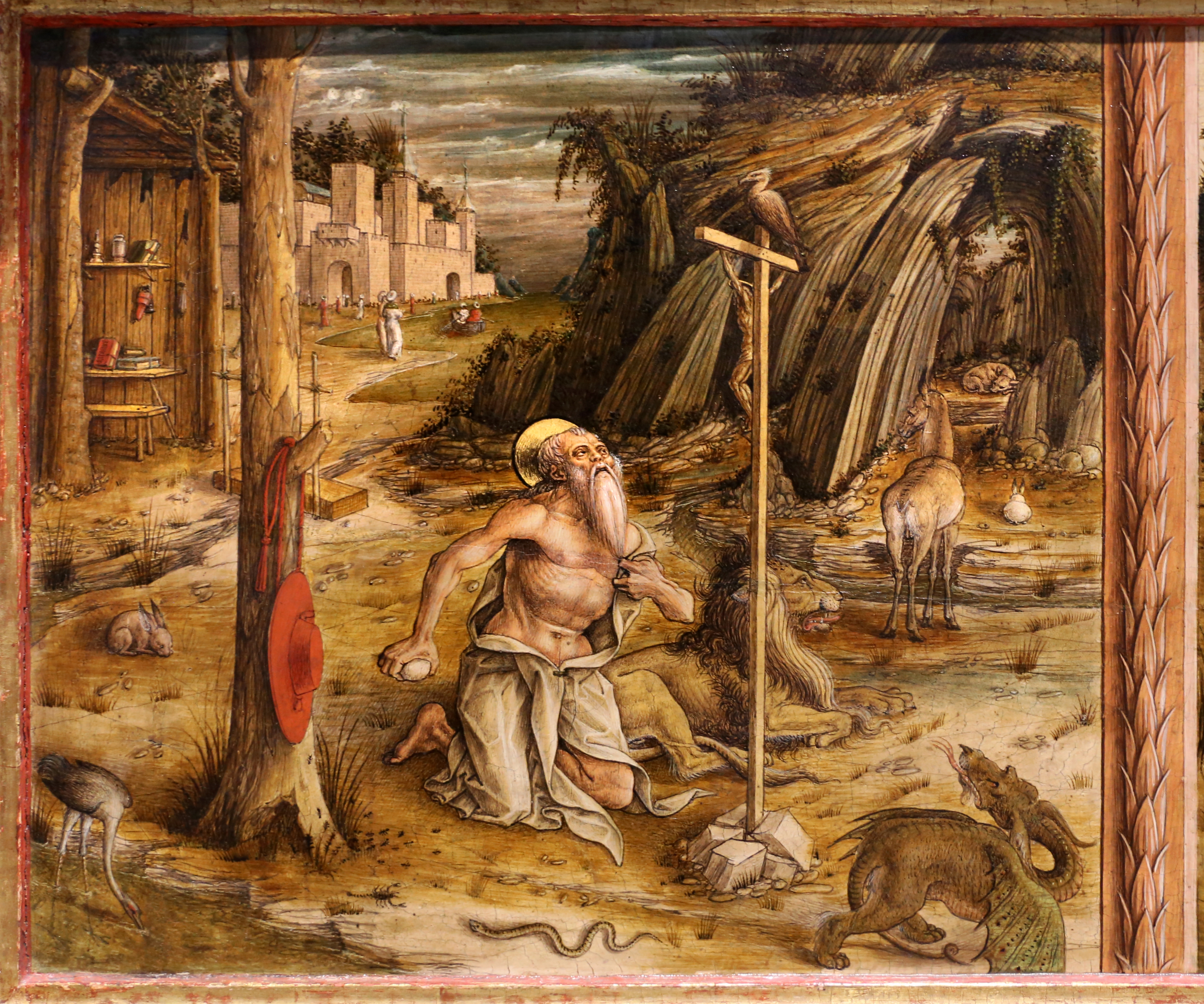
Saint Jérôme au désert.
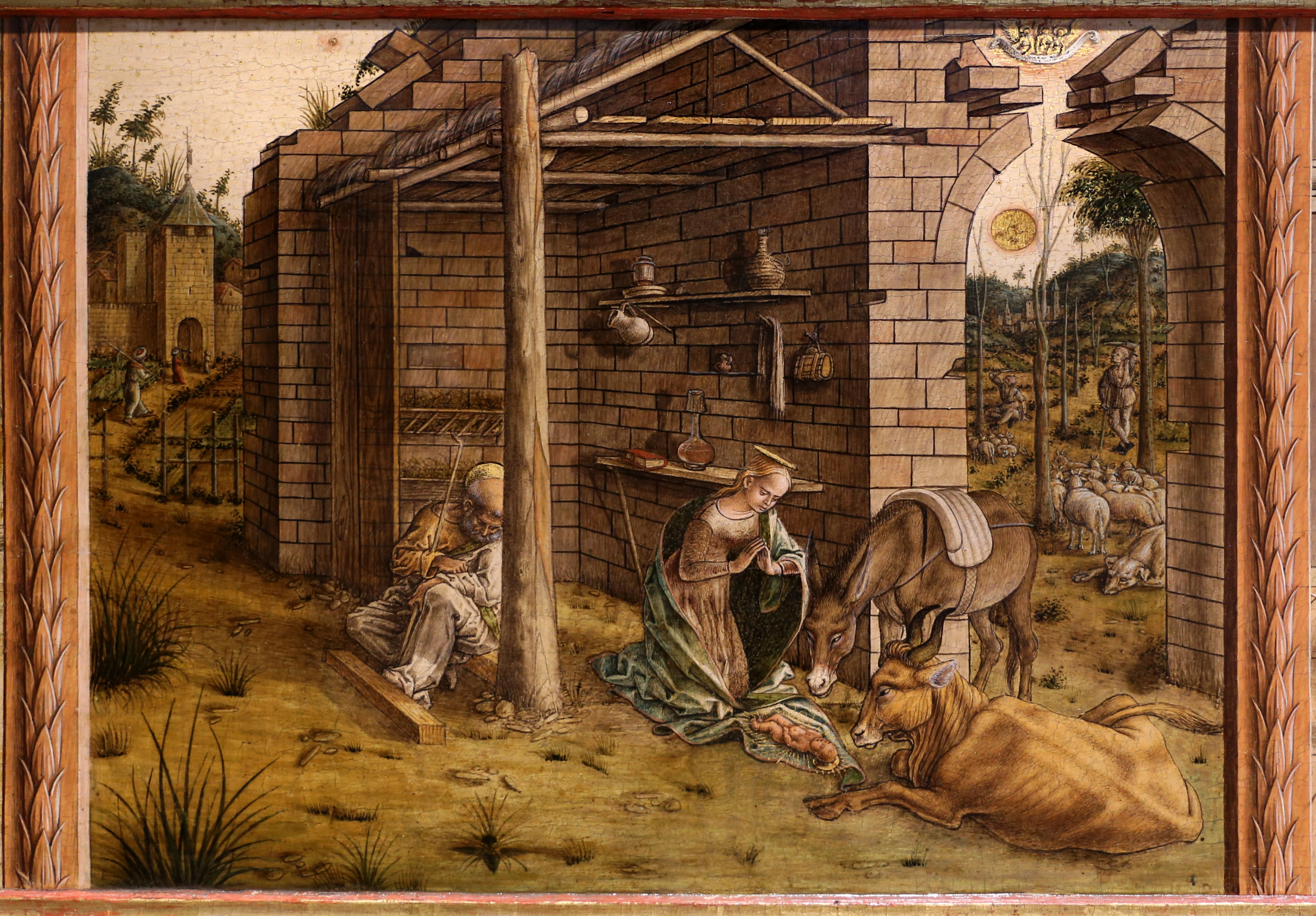
Nativité.
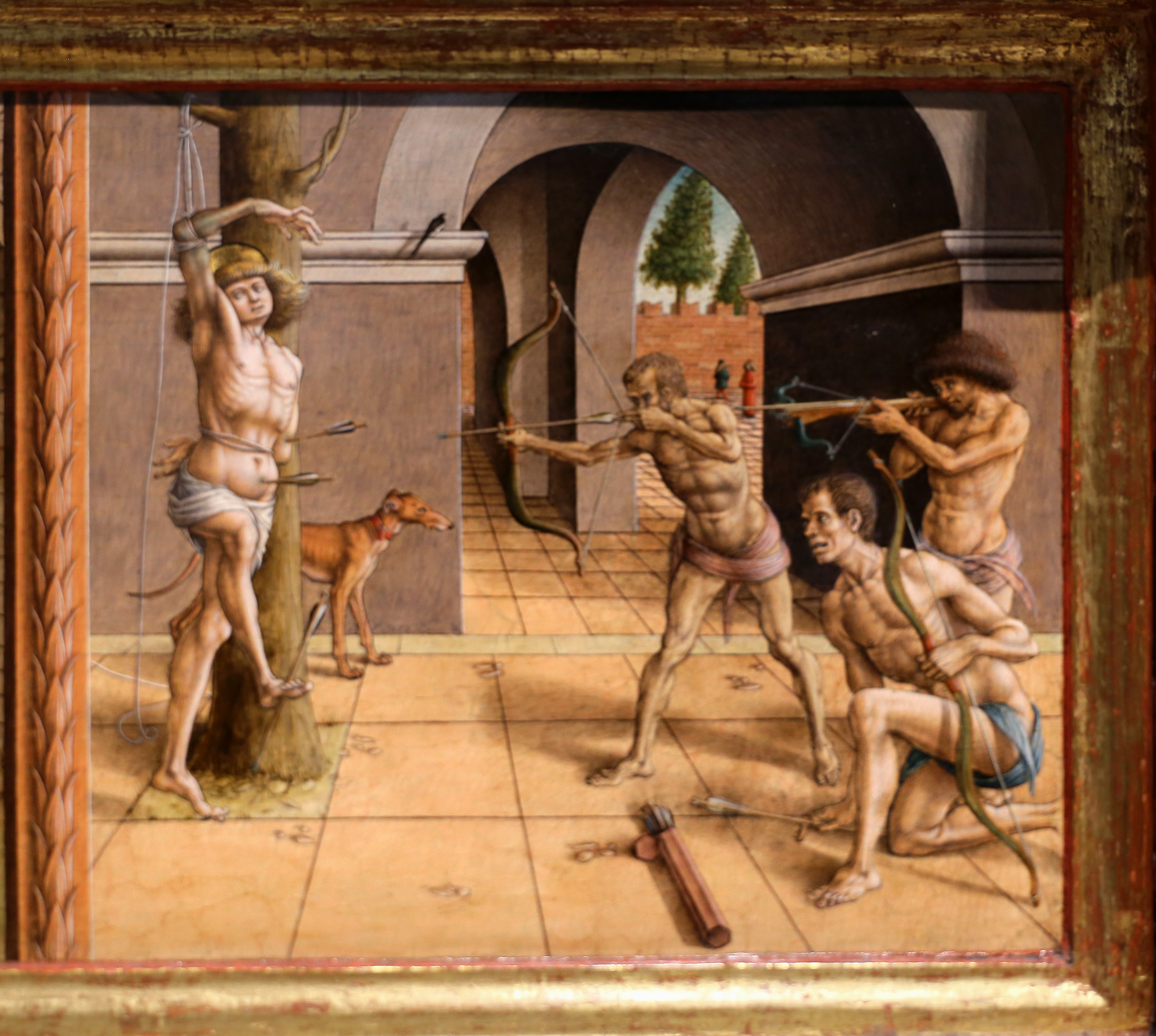
Martyre de saint Sébastien.
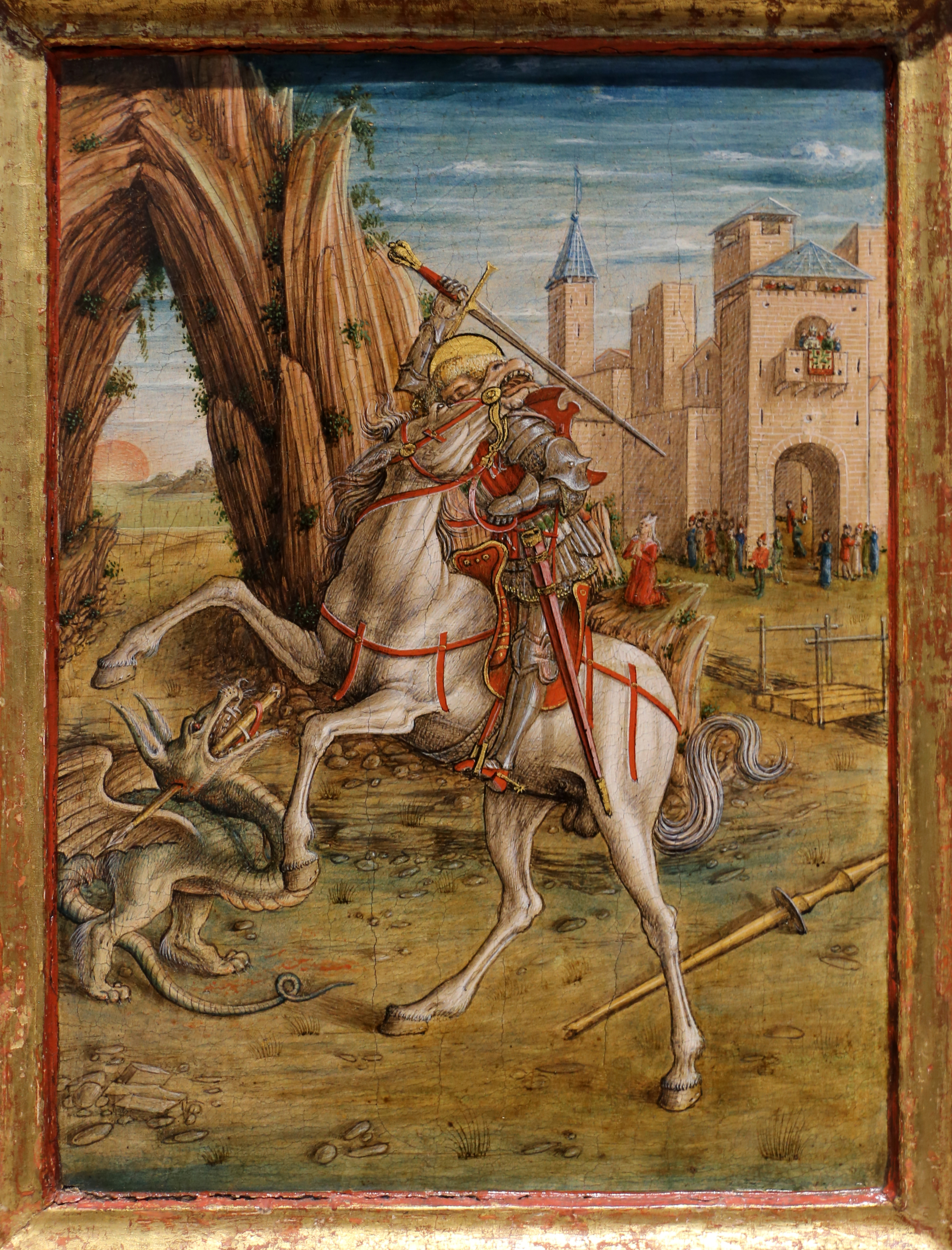
Saint Georges et le dragon.

Ce tableau qui se trouvait initialement dans l'église Saint-François de Matelica, ville située dans la région des Marches (Italie), est conservé aujourd'hui à la  National Gallery à Londres.